# Karim El Ahmadi
Karim El Ahmadi, de son nom complet Karim El Ahmadi Arrousi, né le 27 janvier 1985 à Enschede aux Pays-Bas, est un footballeur international marocain évoluant au poste de milieu de terrain. Il est également de nationalité néerlandaise.
Formé au FC Twente, le joueur est transféré au Feyenoord Rotterdam où il est élu meilleur joueur de la saison 2010-2011. Il prend tôt le départ pour les pays du golfe sous forme de prêt avec l'Al-Ahli Dubaï en 2011. Il y reste deux saisons avant de débarquer en Premier League avec Aston Villa. En 2014, il retourne au Feyenoord Rotterdam, remporte en 2016 et en 2018 la Coupe des Pays-Bas ainsi que la Supercoupe des Pays-Bas en 2017. Il remporte le championnat en 2017, saison dans laquelle il est également élu meilleur joueur de l'Eredivisie.
Après avoir honoré deux sélections néerlandaises -19 ans et -21 ans, il tranche définitivement pour une carrière internationale marocaine en 2008 avec laquelle il prend part à la CAN 2012, la CAN 2013, la CAN 2017, la Coupe du monde 2018 et la CAN 2019.

## Biographie

### Club

#### Débuts et formation aux Pays-Bas (1985-2011)

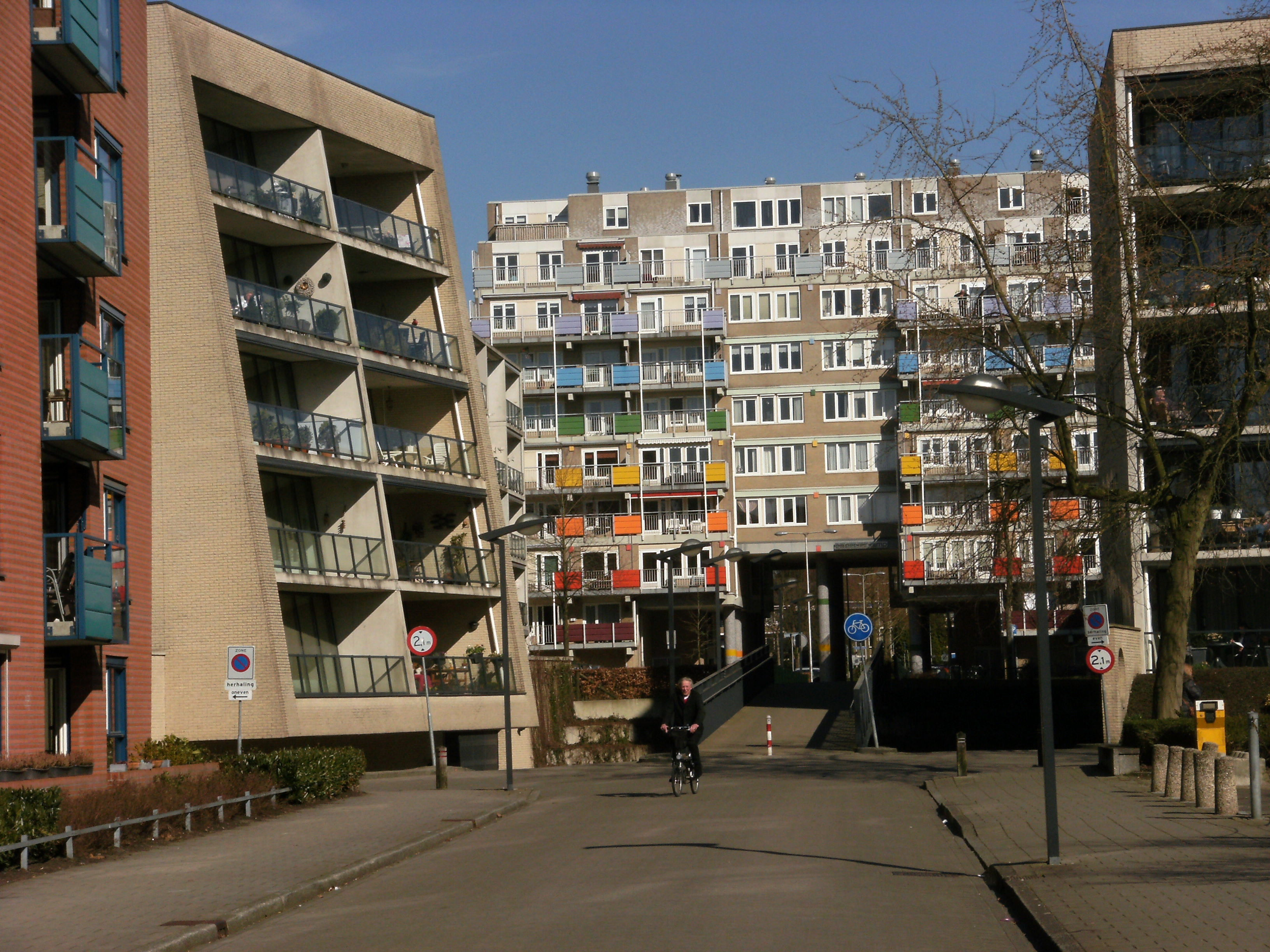
Enschede, ville natale de Karim El Ahmadi.

Karim El Ahmadi naît à Enschede de parents marocains originaires de Ksar El Kébir au nord du Maroc. Il passera sa jeunesse dans sa ville natale dans un milieu de jeunes marocains. Son père s'aperçut de ses qualités et le fit entrer dans une école de football. Il commence alors à jouer dans un petit club de sa ville appelé UDI Enschede à l'âge de 9 ans[réf. nécessaire]. En 2001 son père décide de l'intégrer dans l'académie du FC Twente. Karim passera toute sa jeunesse au FC Twente jusqu'à se retrouver avec l'équipe A à l'âge de 19 ans. Il signe son premier contrat professionnel en 2003 avec le FC Twente et dispute ses premières minutes en novembre 2004 dans un match de championnat face à De Graafschap. Entre 2004 et 2008, il dispute 108 matchs et marque trois buts en Eredivisie sous les couleurs du FC Twente. Très apprécié par les supporters aux Pays-Bas, il finit par recevoir de nombreuses propositions de transferts de la part de plusieurs clubs néerlandais.
Karim finit par rejoindre le Feyenoord Rotterdam en juillet 2008. Le 5 octobre 2008, il dispute son premier match sous le maillot de Rotterdam. Lors de sa première (2008-09) et deuxième (2009-10) saison, il dispute la totalité des matchs. En juillet 2009, il est impliqué dans une altercation avec son coéquipier Andwele Slory, ce dernier aurait donné un coup au visage à Karim El Ahmadi. Ce dernier qui n'a pas apprécié l'action a directement riposté. L'histoire fera scandale dans le football néerlandais. Lors de sa troisième saison, le joueur joue beaucoup moins à cause d'une concurrence affolante au milieu du terrain rotterdamois. Il joue seulement 20 matchs lors de la saison 2010-11 et le Feyenoord semble tomber en faillite. Le joueur sera rapidement mis sur la liste de départ. Plusieurs clubs néerlandais proposent un montant au club rotterdamois pour le jeune international marocain âgé de 26 ans mais El Ahmadi fait le choix de trancher en faveur des propositions en provenance des pays du golfe.

#### Mauvais départ (2011)

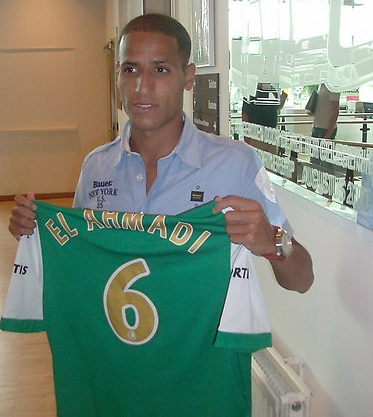
Karim El Ahmadi lors de la présentation à Al-Ahli Dubaï.

Il est prêté le 25 janvier 2011 aux Émirats au Al-Ahli Dubaï pour une durée de six mois avant de retourner en juillet 2011 dans son ancien club. En championnat émirati, Karim joue avec le numéro 6 au milieu de terrain. Âgé de 26 ans, le joueur regrettera son transfert dans les pays du Golfe et réclamera même de quitter le championnat pour espérer retourner en Europe. El Ahmadi jouera très peu dans le championnat et manquera énormément de temps de jeu. Il déclare quelques années plus tard en 2019 : « J'ai joué aux Emirats mais le timing n'était pas le bon. J'avais 25 ans quand j'ai signé là bas. J'étais peu mature et ce transfert n'avait pas beaucoup de rapport avec le football. Les stades étaient vides. Je ne conseille vraiment pas aux jeunes joueurs de signer là bas à un jeune âge ». El Ahmadi attirera l'intérêt de plusieurs clubs européens en fin de saison 2011-12 dont Aston Villa qui évolue à cette époque en Premier League. Karim El Ahmadi aura joué seulement 10 matchs en marquant un but dans le championnat émirati.
Dès son retour aux Pays-Bas, Ronald Koeman est nommé nouveau coach. Il sera très surpris de la motivation de El Ahmadi lors des entraînements et n'hésite pas à intégrer le joueur binational dans l'équipe type du Feyenoord. Il termine la saison 2011-12 à la deuxième place du championnat, chose non réussie depuis cinq saisons. Karim fera beaucoup parler de lui dans la presse néerlandaise ainsi que chez l'entraîneur Ronald Koeman comme étant un très bon milieu dans son trio avec Jordy Clasie et Otman Bakkal. Il joue au total 95 matchs et aura marqué 6 buts en faveur du club.

#### Aston Villa (2012-2014)

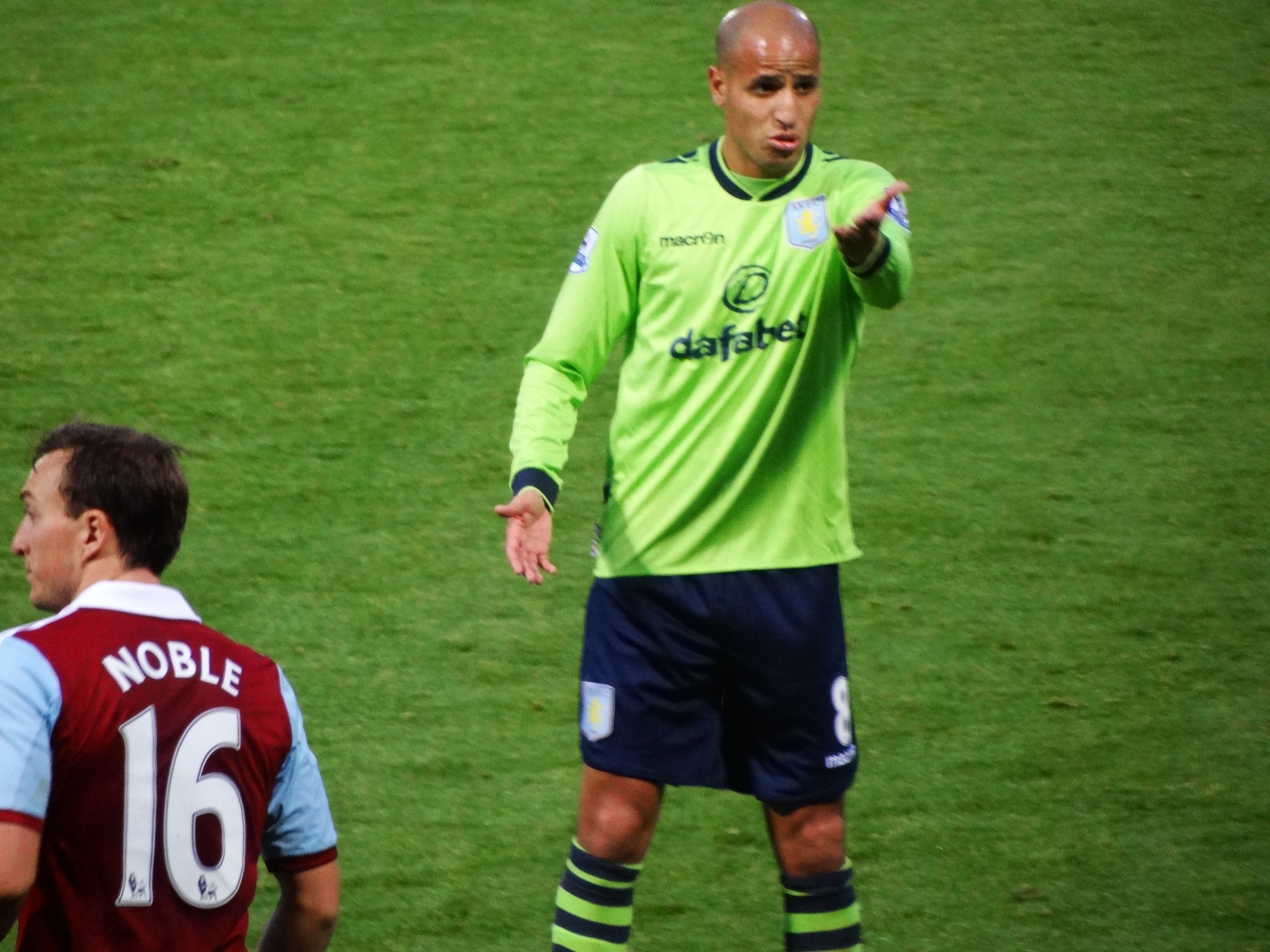
Karim El Ahmadi à Aston Villa.

Le 2 juillet 2012, Aston Villa FC débourse 3 M€ pour s'attacher les services de Karim El Ahmadi pour une durée de trois saisons. Le 12 août 2012, Karim fait ses débuts en Premier League et se voit déjà titularisé à l'extérieur face à West Ham United (défaite, 1-0). Lors de son deuxième match il marque son premier but à la 74e minute face à Everton (défaite, 1-3). Il termine la saison étant classé 13ème du classement de Premier League. Lors de sa deuxième saison avec Aston Villa, Karim El Ahmadi accumule les matchs de championnats, devenant titulaire avec Aston Villa. Le 28 septembre 2013, il marque son deuxième but face à Manchester City à la 51e minute. Il termine la saison à la 15e place du championnat. Après deux saisons individuellement impressionnantes, le joueur décide de retourner en Eredivisie. Il jouera son dernier match avec Aston Villa le 16 août 2014 face à Stoke City (victoire, 1-0).

#### Retour au Feyenoord (2014-2018)
Le 1er septembre 2014, El Ahmadi signe un contrat de 3 ans au Feyenoord Rotterdam et porte le numéro 8. Il a été acheté pour 750 000 euros à Aston Villa FC. À son arrivée au Feyenoord, il retrouve comme entraîneur Fred Rutten, qui a été son entraîneur au FC Twente. Il jouera son premier match de championnat le 13 septembre 2014 face au Willem II Tilburg (défaite, 1-2). Karim se verra qualifié pour la Ligue Europa dans la saison 2014-2015 et marquera d'ailleurs son premier but sous les couleurs du Feyenoord le 6 novembre 2014 face au club croate du HNK Rijeka (victoire, 2-0). 
Dès le départ de son coéquipier Dirk Kuijt, dans la saison 2015-2016, il reprend sa place de titulaire. El Ahmadi jouera alors 45 matchs dans la même saison avant de prolonger son contrat en mars 2017 jusqu'en juin 2019. Il remporte sa première fois le championnat néerlandais en fin de saison 2016-2017 et a été élu par le Algemeen Dagblad comme meilleur joueur de l'Eredivisie.

#### Arabie saoudite (depuis 2018)
Alors qu'il avait encore une saison au Feyenoord Rotterdam avant la fin de son contrat, El Ahmadi signe finalement en juillet 2018 avec l'Ittihad FC en Arabie saoudite. Il a également été courtisé par le club de Ligue 1 du Stade de Reims.
Le 31 juillet 2022, à l'âge de 37 ans, Karim El Ahmadi annonce via ses réseaux sociaux mettre définitivement un terme à sa carrière de footballeur.

### Carrière internationale

#### Entre le Maroc et les Pays-Bas (2005-2008)
Ayant grandi aux Pays-Bas, il est très vite appelé par la sélection néerlandaise pour prendre part aux matchs amicaux des -19 ans. Il est sélectionné en 2005 avec l'équipe du Maroc des moins de 20 ans de football avec laquelle il est classé 4e de la Coupe du monde de football des moins de 20 ans 2005 où il fut meilleur passeur marocain avec quatre passes. Quelques mois après cette coupe du monde junior, il est convoqué de nouveau par la sélection néerlandaise pour les -21 ans où il jouera 3 matchs amicaux.

#### Années sombres (2008-2016)

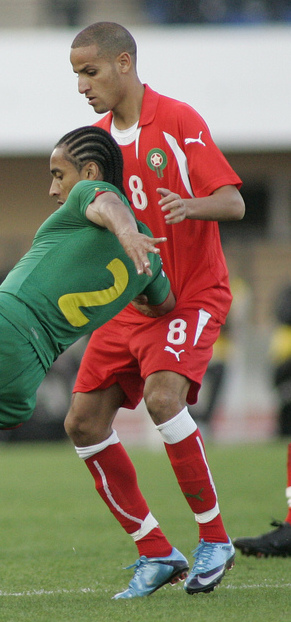
El Ahmadi face au Cameroun en 2010.

Le 19 novembre 2008, il joue son premier match avec le Maroc face à la Zambie (victoire, 3-0). Le 12 août 2009, il marque son premier but en sélection contre le Congo-Brazzaville lors d'un match nul 1-1. Lors de l'arrivée d'Eric Gerets en novembre 2010, il perd petit à petit sa place de titulaire au profit du duo Houssine Kharja-Younès Belhanda. 
Il figure malgré tout dans la liste des partants pour la CAN 2012 au Gabon, mais le Maroc est éliminé dès le premier tour et Karim El Ahmadi ne joue pas une seule minute. En 2012 après son transfert à Aston Villa, Karim El Ahmadi retrouve très vite une place de titulaire dans l’entre-jeu écartant Houssine Kharja hors de l'équipe. Il fait partie des 23 sélectionnés pour la CAN 2013, il se rend coupable de perte de balle qui amène un but, lors du match face au Cap Vert 1-1. Le Maroc est encore une fois éliminé au premier tour.
El Ahmadi n'est plus rappelé en sélection jusqu'à un match amical face à l'Uruguay, sous Badou Zaki, où il réalise une très bonne prestation. Il regagne petit à petit une place de titulaire. 

#### Cadre indiscutable (2016-2019)
En 2016, Hervé Renard est nommé nouvel entraîneur des Lions de l'Atlas. Le sélectionneur fera le choix d'intégrer Karim El Ahmadi comme sentinelle dans le onze de base avec Mbark Boussoufa en relayeur à ses côtés. Il participe à la CAN 2017 en s'imposant comme joueur clé et atteint les quarts de finale. 
Depuis 2016, Il s'est affirmé comme un des cadres de la sélection marocaine avec le capitaine Mehdi Benatia et le vétéran Mbark Boussoufa. Après une campagne qualificative où il est titulaire à chaque match, il réalise d'excellentes prestations, et se verra qualifié et sélectionné à la Coupe du monde 2018 en Russie, où il réalise un très bon tournoi malgré l'élimination au premier tour.
Le joueur a déclaré "Ce sera sûrement ma dernière CAN [2017] et je me surpasse pour pouvoir aller le plus loin possible avec mon pays dans cette compétition". Il change cependant d'avis après une concertation avec Hervé Renard et prévoirait de raccrocher les crampons avec le Maroc après la CAN 2019.
Karim El Ahmadi prend sa retraite internationale en juillet 2019.

## Style de jeu
Karim El Ahmadi est un milieu ratisseur infatigable, possédant une très bonne lecture de jeu. Très calme, il réfléchit et se retourne beaucoup avant de passer le ballon et ses passes sont rarement ratées. Il possède une très bonne technique qui lui permet de se sortir de situations difficiles. Avec Mbark Boussoufa, il formait un duo "magique" au milieu des Lions de l'Atlas. Sa grande taille par rapport à son compatriote était un plus dans le jeu aérien. Il a réussi en très peu de temps à faire oublier Houssine Kharja qui était considéré comme un des meilleurs milieux défensifs du monde. El Ahmadi déclare avoir comme points faibles sa frappe de balle ainsi que le dribble. Karim l'émergence d'un nouveau type de milieu de terrain, capables de tout faire sur un terrain : marquer de près ou de loin, donner la dernière passe, éliminer en un contre un, récupérer le ballon, prendre le meneur de jeu adverse en individuelle ou encore organiser et offrir de la fluidité au jeu. Avec ses favoris, son gabarit robuste et son regard perçant, le Marocain intimide plus d'un adversaire.

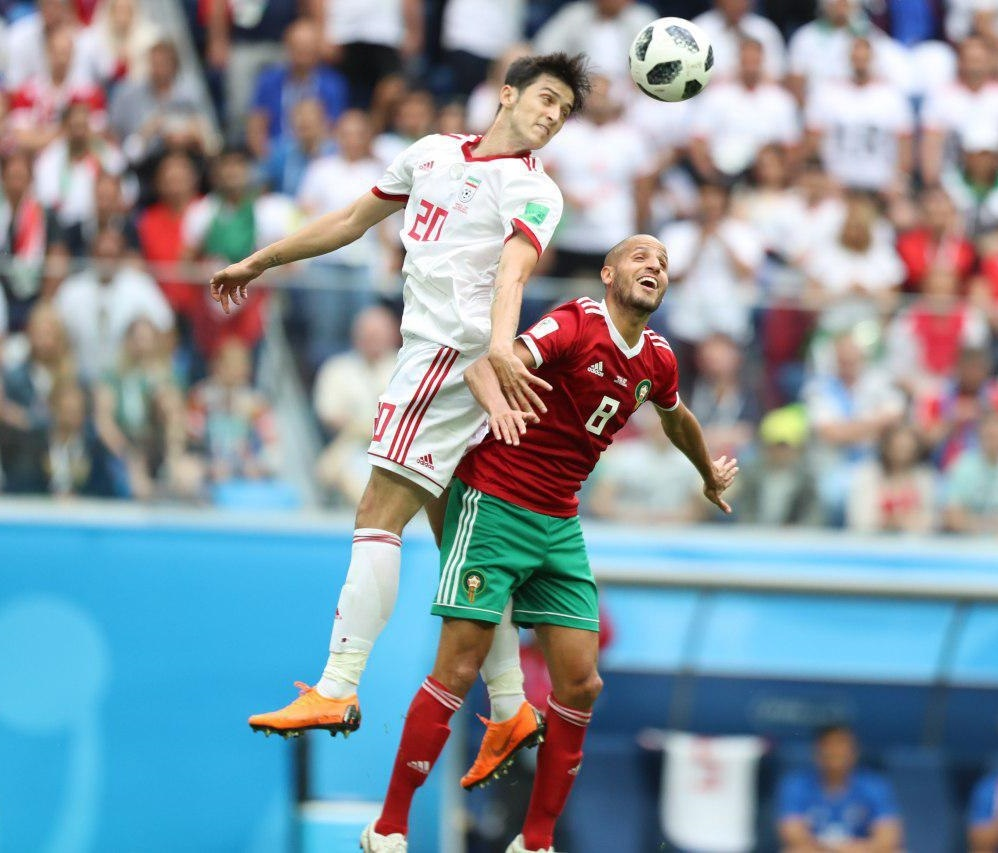
El Ahmadi en duel aérien face à l'Iran en Coupe du monde 2018.

Il est comme lui un joueur très technique doté d'un petit gabarit. El Ahmadi, dicte le rythme des rencontres au milieu de terrain tant au Feyenoord Rotterdam qu'en équipe nationale marocaine. Le lutin marocain est l’un des meilleurs joueurs n’ayant jamais décroché le Ballon d’Or africain. Souvent bien sollicité en club, il n’a jamais obtenu la distinction ultime. Sobre et discret, El Ahmadi brille par sa qualité de passe et son timing parfait qui lui a permis d’être nommé meilleur joueur de la saison de l'Eredivisie en 2017. Peu décisif devant les cages adverses, El Ahmadi se bonifie avec le temps. Au fil des années, il marque plus de buts.
Lors de la Coupe du monde 2018, alors que Hervé Renard est à la tête de la sélection marocaine depuis deux ans, il intègre El Ahmadi. Bien que ce dernier soit peu médiatisé en dans le continent européen, l'international marocain est l'un des acteurs majeurs de la sélection marocaine, qui fait match nul face à l'Espagne (2-2). À 33 ans, son mélange de force et d'élégance est sans pareil. Le rôle plutôt défensif qui lui est confié dans l'entre-jeu ne l'empêche pas de terminer parmi l'un des milieu relayeurs ayant inscrit le plus de buts avec le Feyenoord. Il fait remarquer sa force, sa générosité et son agressivité, mais aussi comme stratège de premier ordre.

## Statistiques

### Statistiques détaillées
| Saison                | Club                      | Championnat           | Championnat | Championnat | Championnat | Coupe(s) nationale(s) | Coupe(s) nationale(s) | Coupe(s) nationale(s) | Compétition(s) continentale(s) | Compétition(s) continentale(s) | Compétition(s) continentale(s) | Compétition(s) continentale(s) | Autres compétitions | Autres compétitions | Autres compétitions | Autres compétitions | Maroc | Maroc | Maroc | Total | Total | Total |
| Saison                | Club                      | Division              | M.          | B.          | P.d.        | M.                    | B.                    | P.d.                  | Comp.                          | M.                             | B.                             | P.d.                           | Comp.               | M.                  | B.                  | P.d.                | M.    | B.    | P.d.  | M.    | B.    | P.d.  |
| 2003-2004             | FC Twente                 | Eredivisie            | 7           | 0           | 1           | -                     | -                     | -                     | -                              | -                              | -                              | -                              | -                   | -                   | -                   | -                   | -     | -     | -     | 7     | 0     | 1     |
| 2004-2005             | FC Twente                 | Eredivisie            | 19          | 1           | 0           | 2                     | 0                     | 0                     | -                              | -                              | -                              | -                              | -                   | -                   | -                   | -                   | -     | -     | -     | 21    | 1     | 0     |
| 2005-2006             | FC Twente                 | Eredivisie            | 8           | 0           | 0           | 1                     | 0                     | 0                     | -                              | -                              | -                              | -                              | -                   | 4                   | 0                   | 0                   | -     | -     | -     | 13    | 0     | 0     |
| 2006-2007             | FC Twente                 | Eredivisie            | 22          | 2           | 0           | 2                     | 0                     | 0                     | C4+C3                          | 1+1                            | 0+0                            | 0                              | -                   | 2                   | 0                   | 0                   | -     | -     | -     | 28    | 2     | 0     |
| 2007-2008             | FC Twente                 | Eredivisie            | 33          | 0           | 0           | 1                     | 0                     | 0                     | C3                             | 2                              | 0                              | 0                              | -                   | 4                   | 0                   | 0                   | -     | -     | -     | 40    | 0     | 0     |
| Sous-total            | Sous-total                | Sous-total            | 89          | 3           | 1           | 6                     | 0                     | 0                     | -                              | 4                              | 0                              | 0                              | -                   | 10                  | 0                   | 0                   | -     | -     | -     | 109   | 3     | 1     |
| 2008-2009             | Feyenoord                 | Eredivisie            | 22          | 2           | 0           | 2                     | 0                     | 0                     | C1                             | 5                              | 0                              | 0                              | -                   | 2                   | 0                   | 0                   | 6     | 1     | 0     | 37    | 3     | 0     |
| 2009-2010             | Feyenoord                 | Eredivisie            | 26          | 0           | 0           | 6                     | 2                     | 1                     | -                              | -                              | -                              | -                              | -                   | -                   | -                   | -                   | 3     | 0     | 0     | 35    | 2     | 1     |
| 2010-2011             | Feyenoord                 | Eredivisie            | 15          | 0           | 2           | -                     | -                     | -                     | C3                             | 1                              | 0                              | 0                              | -                   | -                   | -                   | -                   | 3     | 0     | 0     | 19    | 0     | 2     |
| 2011-2012             | Feyenoord                 | Eredivisie            | 31          | 2           | 5           | 2                     | 1                     | 0                     | -                              | -                              | -                              | -                              | -                   | -                   | -                   | -                   | 4     | 0     | 0     | 37    | 3     | 5     |
| Sous-total            | Sous-total                | Sous-total            | 94          | 4           | 7           | 10                    | 3                     | 1                     | -                              | 6                              | 0                              | 0                              | -                   | 2                   | 0                   | 0                   | 16    | 1     | 0     | 128   | 8     | 8     |
| 2011                  | Al-Ahli Dubaï (prêt)      | Arab Gulf League      | 10          | 1           | 0           | -                     | -                     | -                     | -                              | -                              | -                              | -                              | -                   | -                   | -                   | -                   | -     | -     | -     | 10    | 1     | 0     |
| Sous-total            | Sous-total                | Sous-total            | 10          | 1           | 0           | -                     | -                     | -                     | -                              | -                              | -                              | -                              | -                   | -                   | -                   | -                   | -     | -     | -     | 10    | 1     | 0     |
| 2012-2013             | Aston Villa Football Club | Premier League        | 20          | 1           | 0           | 3                     | 0                     | 0                     | -                              | -                              | -                              | -                              | -                   | -                   | -                   | -                   | 6     | 0     | 0     | 29    | 1     | 0     |
| 2013-2014             | Aston Villa Football Club | Premier League        | 31          | 2           | 1           | 2                     | 0                     | 0                     | -                              | -                              | -                              | -                              | -                   | -                   | -                   | -                   | -     | -     | -     | 33    | 2     | 1     |
| Sous-total            | Sous-total                | Sous-total            | 51          | 3           | 1           | 5                     | 0                     | 0                     | -                              | -                              | -                              | -                              | -                   | -                   | -                   | -                   | 6     | 0     | 0     | 62    | 3     | 1     |
| 2014-2015             | Feyenoord                 | Eredivisie            | 29          | 2           | 1           | 0                     | 0                     | 0                     | C3                             | 7                              | 2                              | 1                              | -                   | 2                   | 0                   | 0                   | 4     | 0     | 0     | 42    | 4     | 2     |
| 2015-2016             | Feyenoord                 | Eredivisie            | 32          | 1           | 2           | 6                     | 0                     | 0                     | -                              | -                              | -                              | -                              | -                   | -                   | -                   | -                   | 8     | 0     | 0     | 46    | 1     | 2     |
| 2016-2017             | Feyenoord                 | Eredivisie            | 30          | 5           | 1           | 2                     | 1                     | 1                     | C3                             | 4                              | 0                              | 0                              | -                   | 1                   | 0                   | 0                   | 9     | 0     | 1     | 46    | 6     | 3     |
| 2017-2018             | Feyenoord                 | Eredivisie            | 31          | 2           | 4           | 5                     | 0                     | 0                     | C1                             | 4                              | 0                              | 0                              | -                   | 1                   | 0                   | 0                   | 11    | 0     | 1     | 52    | 2     | 5     |
| Sous-total            | Sous-total                | Sous-total            | 122         | 10          | 8           | 13                    | 1                     | 1                     | -                              | 15                             | 2                              | 1                              | -                   | 4                   | 0                   | 0                   | 32    | 0     | 2     | 186   | 13    | 12    |
| 2018-2019             | Ittihad FC                | Saudi Pro League      | 24          | 0           | 1           | 5                     | 0                     | 0                     | -                              | -                              | -                              | -                              | -                   | 3                   | 2                   | 0                   | 12    | 0     | 0     | 44    | 2     | 1     |
| 2019-2020             | Ittihad FC                | Saudi Pro League      | 19          | 0           | 0           | 2                     | 1                     | 0                     | -                              | -                              | -                              | -                              | -                   | 5                   | 0                   | 0                   | -     | -     | -     | 26    | 1     | 0     |
| Sous-total            | Sous-total                | Sous-total            | 43          | 0           | 1           | 7                     | 1                     | 0                     | -                              | -                              | -                              | -                              | -                   | 8                   | 2                   | 0                   | 12    | 0     | 0     | 70    | 3     | 1     |
| Total sur la carrière | Total sur la carrière     | Total sur la carrière | 409         | 21          | 18          | 41                    | 5                     | 2                     | -                              | 25                             | 2                              | 1                              | -                   | 24                  | 2                   | 0                   | 66    | 1     | 2     | 565   | 31    | 23    |

## Reconnaissance et hommages

### Hommages

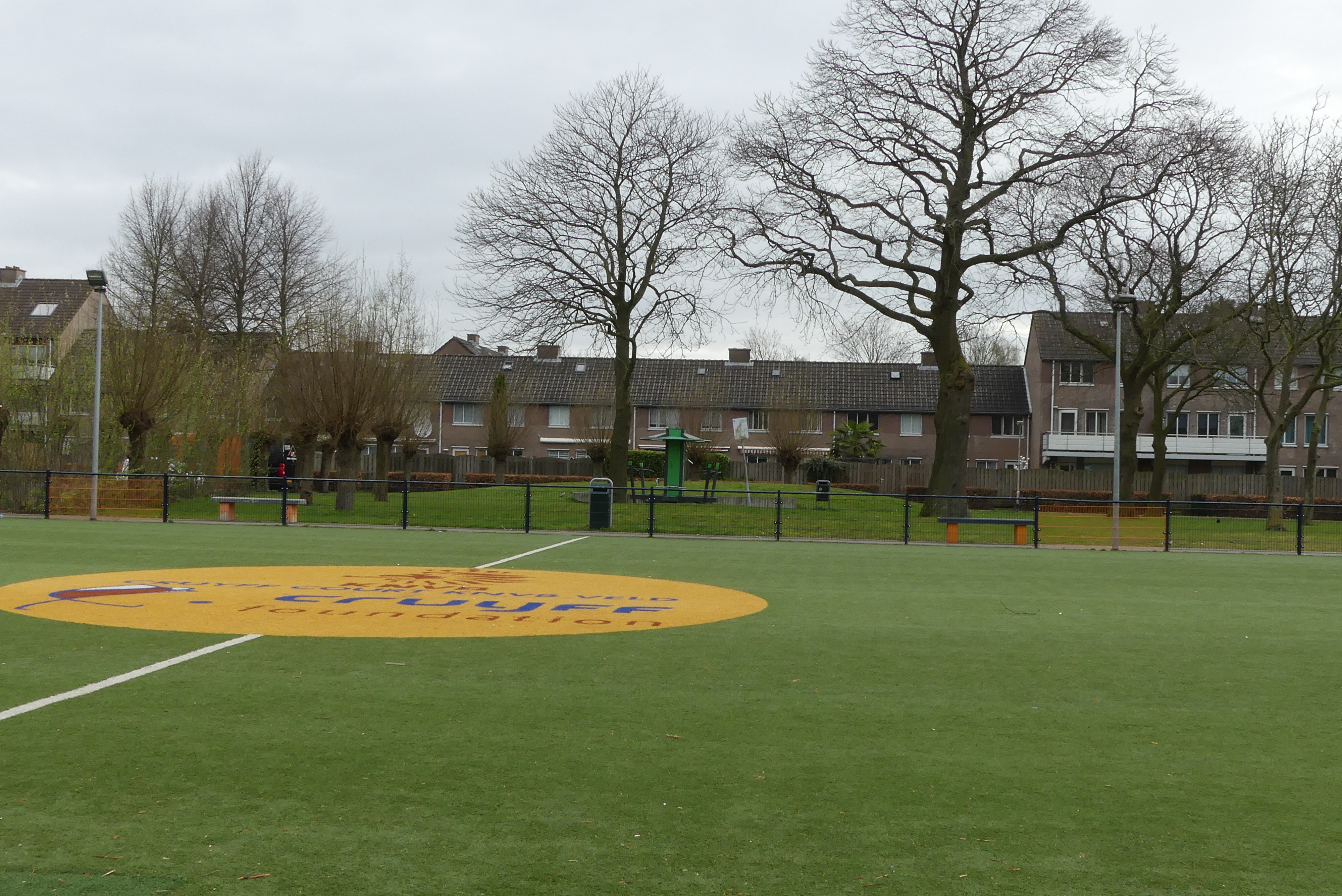
Cruyff Court KARIM EL AHMADI

À la fin de 2017, la ville d'Enschede inaugurera avec le partenariat du club néerlandais FC Twente le parc Cruyff Court KARIM EL AHMADI, spécialement dédié à l'international marocain considéré comme une légende dans sa ville natale d'Enschede, après avoir écrit l'histoire en Eredivisie.

## Palmarès

### En club
- Feyenoord Rotterdam
  - Coupe des Pays-Bas (2)
    - Vainqueur : 2016 et 2018

  - Champion de l'Eredivisie (1)
    - Vainqueur : saison 2016-2017

  - Supercoupe des Pays-Bas (1)
    - Vainqueur : 2017

### En sélection
- Équipe du Maroc de football
  - Coupe du Monde U20
    - Demi-finaliste en 2005

### Distinctions personnelles

#### Avec le Feyenoord Rotterdam
- 2011 : Joueur du Feyenoord Rotterdam de la saison 2010-2011
- 2017 : Meilleur joueur de l'Eredivisie de la saison 2016-2017[33]

#### Avec Aston Villa
- 2012 : Joueur d'Aston Villa FC du mois d'août 2012

#### Avec le Maroc
- 2017 : Nommé pour le titre du meilleur joueur africain de l'année 2017

#### Records
- 2018 : Joueur marocain ayant récupéré le plus de ballons lors d'une Coupe du monde